# 国際連合安全保障理事会決議66
国際連合安全保障理事会決議66（こくさいれんごうあんぜんほしょうりじかいけつぎ66、英: United Nations Security Council Resolution 66, UNSCR66）は、1948年12月29日に国際連合安全保障理事会で全会一致で採択された決議。パレスチナでの停戦について停戦の即時実施や決議第61号で規定した委員会について定めるもの。

## 概要
安全保障理事会は、国連の停戦要請にもかかわらず12月22日にパレスチナ南部で発生した敵対行為があったとの調停官（Mediator）代理の報告を受け、国際連合安全保障理事会決議61の定める停戦等の即時実施を要求した。同決議は仲介者代理に対し、国連監視団による停戦の完全な監視を促進するよう指示している。同決議はさらに、決議61で任命された委員会（常任理事国とベルギー及びコロンビアの7国の代表からなるもの）に対し、翌1949年1月7日にニューヨーク州のレイクサクセス（Lake Success, New York）で会合を開き、パレスチナ南部の状況を検討し、各国政府が国連安保理決議第61号および第62号をどの程度遵守しているか、あるいは遵守していないかを安保理に報告するよう指示している。同決議はまたこの委員会のメンバーに関して、1949年1月1日を以て2人の委員（ベルギーとコロンビア）に代わり、同日より新たにキューバとノルウェーを招聘することとした。
決議は8票で採択されたが、ウクライナ・ソビエト社会主義共和国、アメリカ合衆国、ソビエト連邦は棄権した。

## 詳細
以下はその和訳。
安全保障理事会は、
1948年12月22日にパレスチナ南部で発生した敵対行為に関する仲介者代理の報告書43を検討し、
関係政府に対して要請する。
(i)即時停戦を命ずること。
(ii) 1948年11月4日の決議61(1948)および同決議第5パラグラフ(1)に従って調停官代理が発した指示をさらに遅滞なく実施すること。
(iii) 国際連合監視員による停戦の完全な監視を可能にし、促進すること。
11月4日に任命された理事会の委員会に対し、1949年1月7日にサクセス湖で会合してパレスチナ南部の状況を検討し、同日までに関係政府がこの決議並びに1948年11月4日及び16日の決議61（1948）及び62（1948）に従っている程度について理事会に報告することを指示する。
1949年1月1日付で引退する2人の委員（ベルギーとコロンビア）の後任としてキューバとノルウェーを招聘する。
1948年12月11日に総会によって任命された調停委員会の委員が44、できるだけ遅滞なくその代表を指名し、同委員会を設立することを希望することを表明する。

43 安全保障理事会公式記録、第3年、1948年12月の補足文書S/1152を参照のこと。
44 総会決議194(III)を参照のこと。